# Chromatoiulus tenenbaumi
Chromatoiulus tenenbaumi är en mångfotingart som beskrevs av Jawlowski 1931. Chromatoiulus tenenbaumi ingår i släktet Chromatoiulus och familjen kejsardubbelfotingar. Inga underarter finns listade i Catalogue of Life.